# WarnerMedia
Warner Media, LLC. (conocida por el nombre comercial WarnerMedia, o anteriormente conocida como Time Warner) fue un conglomerado multinacional estadounidense de medios de comunicación y entretenimiento, propiedad de AT&T y con sede en la ciudad de Nueva York. La compañía tenía operaciones en cine, televisión y cable, y constaba en gran parte de los activos de su antecesora Warner Communications, HBO y Turner Broadcasting System. Sus activos incluían a WarnerMedia Studios & Networks (que consistían en los activos de entretenimiento de Warner Bros, Turner Broadcasting System y HBO), WarnerMedia News & Sports (que consistía en los servicios noticiosos y deportivos del antiguo Turner Broadcasting System, que consideran a CNN y Turner Sports, así como AT&T SportsNet), WarnerMedia Sales & Distribution (que supervisaba las ventas por publicidad, distribución, entretenimiento para el hogar y licencias de contenido de WarnerMedia en Estados Unidos, además de las empresas de analítica Xandr y Otter Media), WarnerMedia Direct (que supervisaba el servicio de video bajo demanda del conglomerado, HBO Max) y WarnerMedia International (que supervisaba ciertas variaciones internacionales de los canales de televisión nacionales de la empresa, con algunos canales específicos de la región. Este grupo también era responsable de la ejecución local de todos los negocios lineales, actividades comerciales y programación regional de WarnerMedia para HBO Max).
Originalmente se formó en 1972 por Steve Ross como Warner Communications, cuando Kinney National Company escindió sus activos de entretenimiento. En 1990, Warner Communications se fusionó con Time Inc., empresa editorial de la revista Time, cambiando su nombre a Time Warner, nombre que tuvo desde 1990 a 2001 y desde 2003 hasta 2018. En 1996, adquiere Turner Broadcasting System, empresas que decidieron fusionarse para poseer en la actualidad la mayor cantidad de operaciones en cine, televisión y publicaciones a nivel mundial.[cita requerida]
La empresa solía también tener participación en varios mercados, incluyendo las telecomunicaciones, musical y editorial, a través de la misma Time Inc., Time Warner Cable, America On Line, TW Telecom, AOL Time Warner Book Group y Warner Music Group; estos activos fueron vendidos y se escindieron en empresas independientes. En 2014, pese a haber separado de la empresa a Time Inc. y vender la misma a Meredith Corporation en 2018, mantuvo el nombre Time Warner.
El 22 de octubre de 2017 la empresa telefónica AT&T anuncia su acuerdo de adquirir Time Warner por un total de $85 mil millones. El 14 de junio del 2018, AT&T finalizó la compra de TimeWarner, además que hizo efectivo el cambio de nombre a WarnerMedia y convirtiéndose en subsidiaria de AT&T.
En mayo de 2021, AT&T y Discovery Inc. acordaron fusionar las empresas para crear un nuevo conglomerado de medios, llamado Warner Bros. Discovery, el cual comenzó operaciones el 8 de abril de 2022.
WarnerMedia fue considerado uno de los conglomerados de medios más grandes, junto con Sony, Paramount Global, The Walt Disney Company y Comcast. La compañía ocupó el puesto 98 en el lisado Fortune 500 de 2018 de los conglomerados más grandes de los Estados Unidos por ingresos totales.

## Historia

### Antecedentes (1926-1989)
La revista Time hizo su debut en 1923 como la primera revista semanal de noticias en Estados Unidos. Cuatro años después, en 1927, Warner Bros. publicó la primera película sonora de largometraje del mundo, El cantante del jazz.
En 1972, Kinney National Company escindió sus activos de entretenimiento debido a un escándalo financiero sobre sus operaciones de estacionamiento y cambió su nombre por Warner Communications Inc. Fue el holding de Warner Bros. Pictures y Warner Music Group durante los años 1970 y 1980. También poseía DC Comics y MAD, así como una participación mayoritaria en Garden State National Bank (una inversión que se requiere en última instancia, para vender en virtud de requerimientos bajo el Bank Holding Company Act).
En 1975, Warner se expandió bajo la dirección del CEO, Steve Ross, y formó una empresa conjunta con American Express, llamado Warner-Amex Satellite Entertainment, que llevó a cabo canales de cable como MTV (lanzado en 1981), Nickelodeon (lanzado en 1979) y The Movie Channel. Warner Bros. compró la mitad de American Express en 1984, y vendió la empresa de un año después a Viacom, que le cambió el nombre de MTV Networks. Este mismo año Home Box Office se convirtió en la primera cadena de televisión de emisión en el país vía satélite, debutando con el combate de boxeo de Muhammad Ali y Joe Frazier "Thrilla in Manila".
En 1976, el WTCG propiedad de Turner Broadcasting de Ted Turner creó el concepto de "Superstation", que transmite vía satélite a los sistemas de cable en todo el país, siendo pionera en el modelo básico de cable. WTCG se renombró WTBS en 1979.
En 1980, Turner lanzó CNN, la primera cadena de información continua las 24 horas, siendo a los años la redefinición de la forma en que el mundo recibió noticias de última hora.
La fusión de Time Inc. y Warner Communications se anunció el 4 de marzo de 1989. Durante el verano de ese mismo año, Paramount Communications (conocida antes como Gulf+Western) lanzó una oferta hostil de $12,2 millones para adquirir Time, Inc., en un intento de poner fin a un acuerdo de fusión con canje de acciones entre el Time y Warner Communications. Esto causó que Time elevara su oferta por Warner a $14, 9 mil millones en efectivo y acciones. Paramount respondió con la presentación de una demanda en una corte de Delaware para bloquear la fusión Time/Warner.
El tribunal falló en dos ocasiones en favor de Time, obligando a Paramount a dejar tanto la adquisición de Time y como la demanda, permitiendo la formación de la fusión de las dos compañías que se completó el 10 de enero de 1990. Sin embargo, en lugar de las empresas llegasen a desaparecer, el impacto de la fusión y su onda expansiva financiera resultante desprendía una nueva estructura corporativa, lo que resulta en la nueva compañía que se llama "Time Warner".

### Time Warner (1990-2018) y WarnerMedia (2018-2022)

#### Década de 1990
US West se asoció con Time Warner en 1993 para formar lo que se conoce ahora como TW Telecom, inicialmente conocida como comunicaciones Time Warner (también utilizado como el nombre de marca para la división de cable anteriormente con el nombre ATC), con el fin de llevar el teléfono a través de la fibra hasta el masas. US West también tomó una participación del 26 % en la parte de entretenimiento de la empresa, llamando a esa división Time Warner Entertainment (o legalmente Time Warner Entertainment Company L. P.). La participación de US West, finalmente, pasa a la compañía de cable adquiridos MediaOne, a continuación, a AT&T Broadband en 1999 cuando la compañía adquirió MediaOne, y finalmente a Comcast en 2001, cuando esa compañía compró la división de banda ancha de AT&T. Comcast vendió su participación de la compañía en 2003, relegando el nombre a una subdivisión en virtud de Time Warner Cable.
Time Warner adquirió posteriormente Turner Broadcasting System de Ted Turner el 10 de octubre de 1996. No solo este resultado en la empresa (en cierto punto) hizo a la empresa en volver a entrar en la industria de la televisión por cable básico (en lo que respecta a los canales disponibles a nivel nacional), pero Warner Bros. también obtuvo el derechos de su filmoteca 'anterior' pre-1950s, que para ese entonces había sido propiedad de Turner (las películas siguen técnicamente en manos de Turner, pero WB es responsable de las ventas y distribución), mientras que Turner obtuvo acceso a la biblioteca 'posterior' post-1950s de la empresa de Warner Bros. y otras propiedades. La compañía también se convirtió en una subsidiaria de Time Warner desde la adquisición.
Time Warner compró la cadena de parques Six Flags en 1993. La compañía vendió más adelante todos los parques Six Flags y propiedades a Premier Parks sede en Oklahoma, el 1 de abril de 1998.
Dick Parsons, quien ya director en la junta desde 1991, fue contratado como presidente de Time Warner en 1995, aunque los jefes de operaciones de división continuaron reportando directamente al Presidente y CEO, Gerald Levin.
En 1991, HBO y Cinemax se convirtieron en los primeros servicios de pago premium para ofrecer multiplexación para los clientes de cable, con canales complementarios que se completan de las principales redes.
En 1993 HBO se convirtió en el primer servicio de televisión transmitida digitalmente del mundo. En 1995 CNN introdujo CNN.com que más tarde se convirtió en un destino líder de noticias digital mundial, tanto en línea y móvil.
En 1996, Warner Bros. encabezamientó la introducción del DVD, que rápidamente se sustituye a las cintas VHS como el estándar para vídeo doméstico. En 1999, HBO se convirtió en la primera red nacional de televisión por cable para transmitir una versión de alta definición de su canal.
En ese mismo año, Time Warner se fusionó con Turner Broadcasting System.

#### Década de 2000

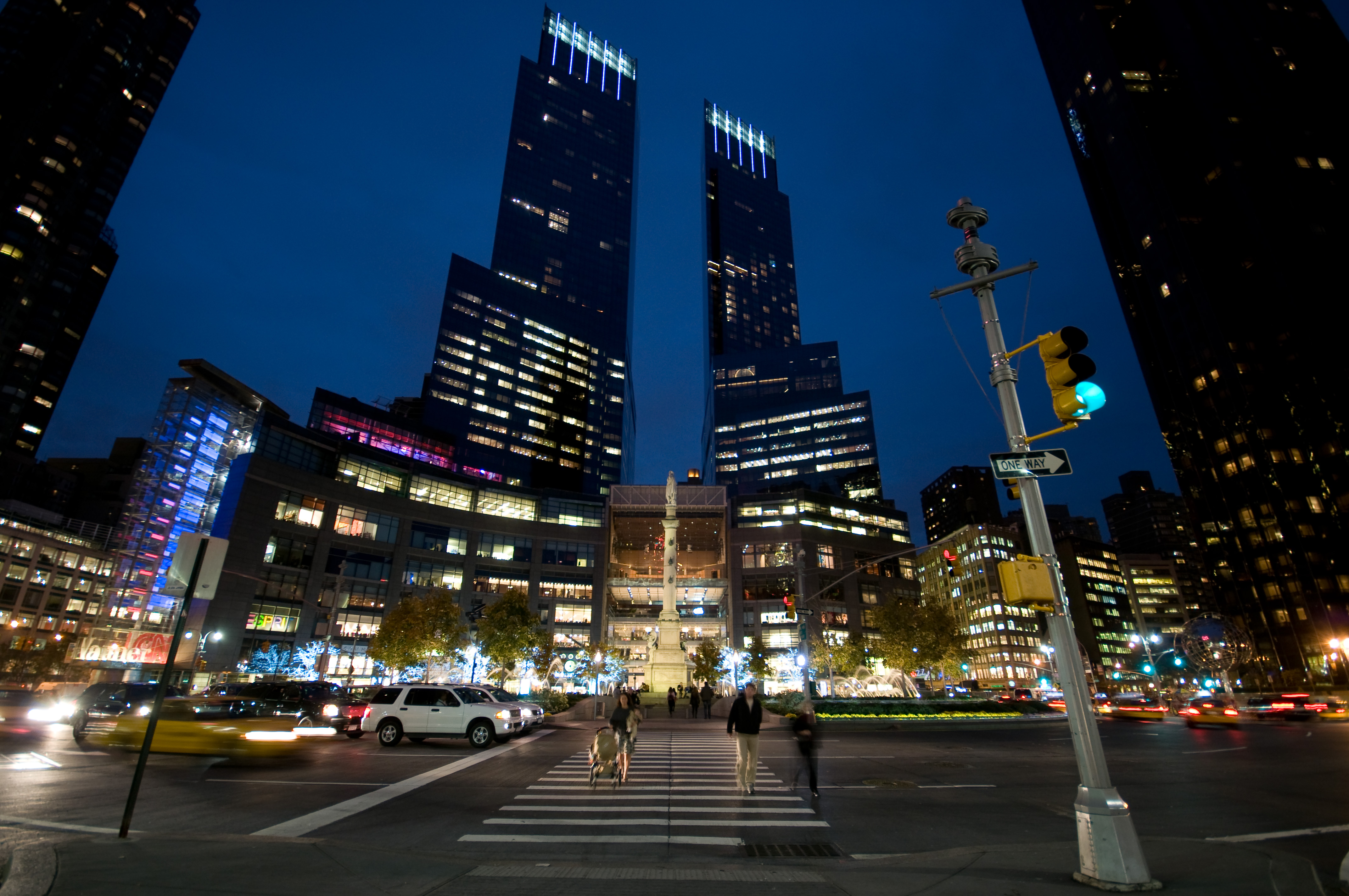
Vista del Time Warner Center en la noche.

En 2000, AOL compró Time Warner por US $164 mil millones. El acuerdo, anunciado el 10 de enero de 2000 y presentado oficialmente el 11 de febrero de 2000, emplea una estructura de fusión en la que cada empresa original se combinó en una entidad de nueva creación. La Comisión Federal de Comercio aprobó el acuerdo el 14 de diciembre de 2000, y dio su aprobación final el 11 de enero de 2001; la compañía completó la fusión más tarde ese día. El acuerdo fue aprobado el mismo día por la Comisión Federal de Comunicaciones, y ya había sido aprobado por la Comisión Europea el 11 de octubre de 2000.
Debido a la capitalización de mercado más grande de AOL, sus accionistas poseerían el 55% de la nueva compañía, mientras que Time accionistas Warner propiedad de sólo el 45 %, por lo que en la práctica real de AOL, Time Warner había sido adquirido, a pesar de que Time Warner tuvo mucho más activos e ingresos. Este acuerdo hizo que algunas personas no estuviesen muy de acuerdo, según, la fusión de AOL 2001 fue "el error más grande en la historia corporativa", comentó el jefe de Time Warner, Jeff Bewkes.
AOL Time Warner, Inc., como la empresa se llamaba entonces, iba a ser una fusión entre iguales con los altos ejecutivos de ambas partes. Gerald Levin, que había servido como CEO de Time Warner, fue director general de la nueva compañía. Steve Case, sirvió como Presidente Ejecutivo de la junta directiva, Robert W. Pittman (Presidente y COO de AOL) y Dick Parsons (Presidente de Time Warner) desempeñaron como codirectores generales de funcionamiento, y J. Michael Kelly (el director financiero de AOL) ejerció el mismo cargo de director financiero.
De acuerdo con el presidente de AOL y COO, Bob Pittman, el tiempo de tránsito lento a través de Warner sería ahora el despegue a velocidad de Internet, acelerado por AOL. Cuando se anunció el acuerdo de AOL Time Warner, la visión para su futuro parecía claro y directo; con la exploración de AOL, Time Warner podría penetrar profundamente en los hogares de decenas de millones de nuevos clientes. AOL podría utilizar líneas de cable de alta velocidad de Time Warner para ofrecer a sus suscriptores de Time Warner revistas de marca, libros, música y películas. Esto habría creado 130 millones de relaciones de suscripción.
Por desgracia, el crecimiento y la rentabilidad de la división AOL estancado debido a la desaceleración de publicidad y abonados en parte causada por la explosión de la burbuja de Internet y la recesión económica después de septiembre de 2001. El valor de la división de America Online se redujo significativamente, no muy diferente de la valoración de mercado de las compañías de Internet independientes similares que cayeron drásticamente, y forzó una buena voluntad a pérdidas y ganancias, haciendo que AOL Time Warner informara de una pérdida de $99 mil millones en 2002 (en el momento, la pérdida más grande jamás reportado por una empresa. El valor total de AOL acción fue posteriormente de $ 226 millones a alrededor de $20 mil millones).
En un arrebato, el vicepresidente Ted Turner en una reunión de la junta le solicitó a Steve Case ponerse en contacto con cada uno de los directores e impulsar como CEO a Gerald Levin. Aunque el asunto intento de golpe fue rechazado por Parsons y otros directores, Levin se frustraba al intentar "recuperar el ritmo" de la compañía combinada y anunció su renuncia en el otoño de 2001, aunque entró en vigor en mayo de 2002. El codirector de operaciones de Bob Pittman fue el mayor defensor de Levin y fue ampliamente visto como el heredero forzoso, pero Dick Parsons fue en su lugar elegido como CEO. Time Warner saco de director financiero a J. Michael Kelly, quien fue degradado a director de operaciones de la división de AOL, y lo sustituye como director financiero Wayne Pace. El Presidente y CEO de AOL, Barry Schuler, fue removido de su cargo y puesto a cargo de una nueva "división de creación de contenidos", siendo reemplazado de manera interina por Pittman, que ya estaba sirviendo como el único director de operaciones después del ascenso de Parsons.
Muchas sinergias esperadas entre AOL y otras divisiones de Time Warner nunca se materializaron, pues la mayoría de las divisiones de Time Warner fueron considerados feudos independientes que rara vez cooperaron antes de la fusión. Un nuevo programa de incentivos se empezó a otorgar en opciones basadas en el desempeño de AOL Time Warner, en sustitución de los bonos en efectivo por los resultados de su propia división, causando resentimiento entre los jefes de la división de Time Warner, y que culparon de la división a AOL por no cumplir con las expectativas y arrastrar hacia abajo el combinado empresarial. Pittman, quien esperaba tener las divisiones de trabajo de cerca hacia la convergencia encontró en cambio una fuerte resistencia de muchos ejecutivos de la división, quienes también criticaron a Pittman por adherirse a la meta de crecimiento optimistas para AOL Time Warner, que nunca se cumplieron. Algunos de los ataques a Pittman fueron reportados de provenir de los medios de comunicación impresos de "Time, Inc." división con arreglo a Don Logan. Por otra parte, el estilo democrático de CEO de Parsons impidió Pittman ejercer autoridad sobre la «vieja guardia» de jefes de división que se resistieron a las iniciativas de sinergia de Pittman.
Pittman anunció su dimisión como director de operaciones de AOL Time Warner después del 4 de julio de 2002, siendo (según informes) «quemado» por la asignación especial de AOL y casi hospitalizado, descontento con las críticas de los ejecutivos de Time Warner, y al ver nada para ascender en la empresa como Parsons estaba firmemente afianzado como CEO. La partida de Pittman fue visto como una gran victoria para los ejecutivos de Time Warner que querían deshacer la fusión. En una señal de disminuir la importancia de AOL para el conglomerado de medios, las responsabilidades de Pittman se dividieron entre dos veteranos de Time Warner; que fue consejero delegado de Home Box Office, Jeffrey Bewkes, y Don Logan, que había sido director general de Time. Logan fue elegido presidente del grupo de medios y comunicaciones de nueva creación, la supervisión de America Online, Time, Time Warner Cable, el Time Warner Book Group AOL y la unidad de vídeo interactivo, relegando a AOL a ser sólo otra división en el conglomerado. Bewkes fue nombrado presidente del grupo de entretenimiento y redes, que comprende HBO, New Line Cinema, The WB, Turner Networks, Warner Bros. y Warner Music. Tanto Logan y Bewkes, que se había opuesto inicialmente la fusión, fueron elegidos porque eran considerados los ejecutivos operativos de mayor éxito en el conglomerado y les informarían a al CEO de AOL Time Warner, Richard Parsons. Logan, generalmente admirado en Time Warner y denigrado por AOL por ser un servidor de tiempo corporativo quien enfatizó el crecimiento constante incremento y no mucho a correr riesgos, se movió a purgar a varios de los "blindados de Pittman".

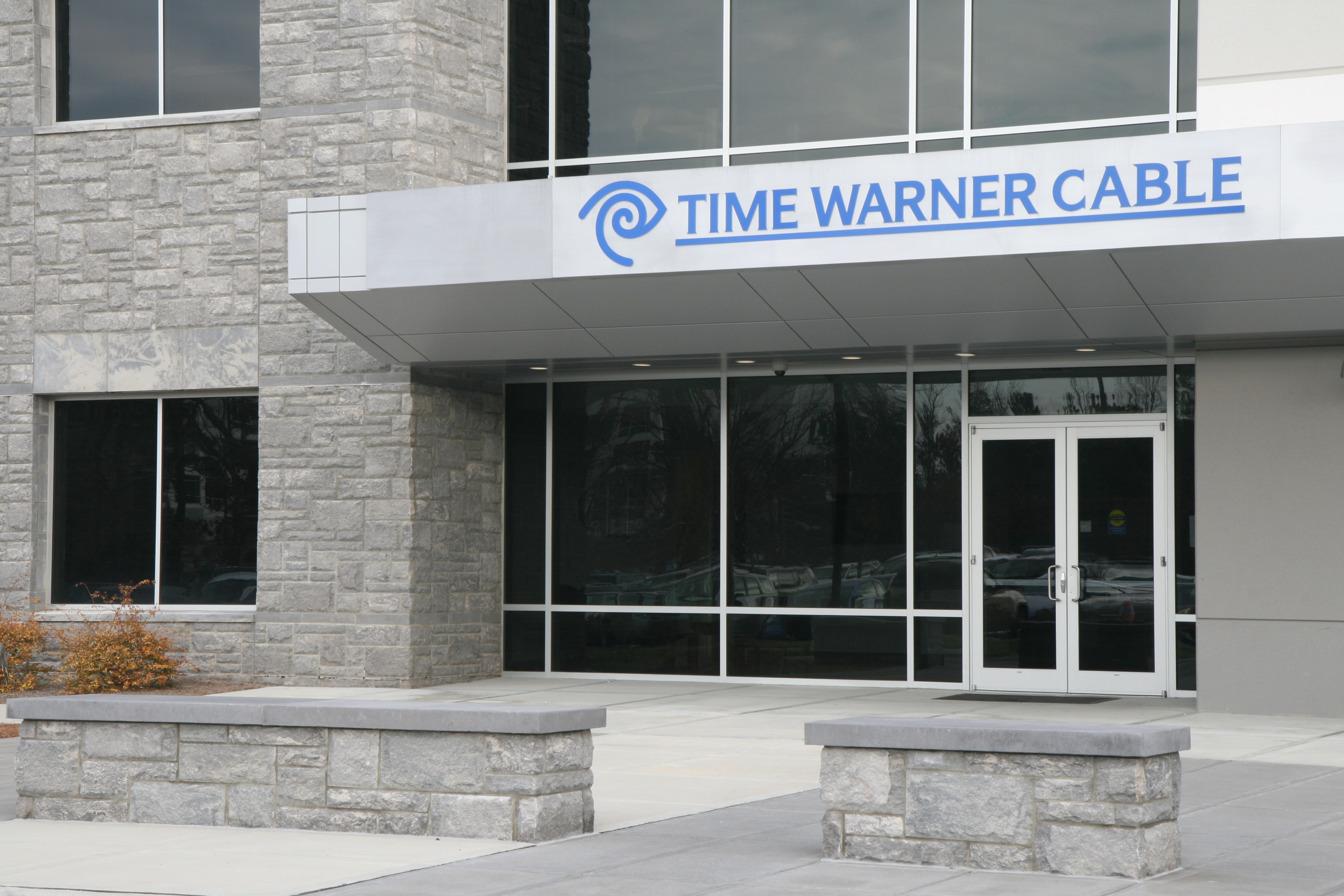
Entrada al edificio de Time Warner Cable.

El presidente de AOL Time Warner, Steve Case, adquirió protagonismo añadido como el cofrente de un nuevo comité de estratégico de la junta, haciendo discursos a las divisiones en sinergia y la promesa de Internet. Sin embargo, bajo la presión del vicepresidente inversor institucional, Gordon Crawford, quien se alineó a los discordes, Case anuncia en enero de 2003 que no se presentaría a la reelección como presidente ejecutivo en la próxima reunión anual, por lo que el CEO, Richard Parsons, el presidente electo.
Ese año, la compañía eliminó el "AOL" de su nombre, nombrándose simplemente Time Warner, y separó la propiedad de Time-Life bajo el nombre legal de Direct Holdings Americas, Inc. Case renunció al directorio de Time Warner el 31 de octubre de 2005.
En 2005, Time Warner se encontraba entre 53 entidades que contribuyeron un máximo de $ 250 000 a la segunda toma de posesión del presidente George W. Bush. El 27 de diciembre de 2007, Time Warner con el recientemente instalado CEO, Jeff Bewkes, discute los posibles planes para escindir Time Warner Cable y venden AOL y Time Inc. Esto dejaría una pequeña empresa formada por Turner Broadcasting, Warner Bros. y HBO.
El 15 de diciembre de 2006, Warner Bros. Entertainment Inc. anunció una inversión en el SCI Entertainment Group plc. la sociedad matriz del sello editorial Eidos Interactive Ltd, lo que representa el 10,3 por ciento del capital social ampliado de la empresa. Además, Warner Bros. Home Entertainment Group y SCI han llegado a un acuerdo para la concesión de licencias y distribución de juegos basados en las características selectas de Warner Bros. Entertainment. Los acuerdos de inversión, licencia y distribución están en espera de aprobación de los accionistas de SCi.
El 5 de octubre de 2007, Turner Broadcasting System, Inc. completó la adquisición de varias señales de televisión de Claxson Interactive Group de América Latina. El 8 de noviembre de 2007, Warner Bros. Home Entertainment Group anunció que ha firmado un acuerdo para adquirir TT Games, que abarca los desarrolladores de juegos de los cuentos de viajero y TT Games Publishing.
El 28 de febrero de 2008, el copresidente y coCEO de New Line Cinema, Bob Shaye y Michael Lynne anunciaron su renuncia del estudio de cine de más 40 años de edad, en respuesta a una solicitud de Jeffrey Bewkes sobre medidas de reducción de costos en el estudio, los cuales tenía la intención de disolverse en Warner Bros.
El 21 de mayo de 2008, Time Warner y Time Warner Cable Inc. acuerdan la separación. Es la segunda compañía de cable más grande en los EE. UU. solo por detrás de Comcast. El 19 de febrero de 2009, Time Warner y Time Warner Cable completó la separación de las dos empresas a través de un spin-off.
El 4 de febrero de 2009, Warner Bros. Home Entertainment Group anunció la adquisición de Snowblind Studios, un estudio de desarrollo de juegos. El 17 de marzo de 2009, Time Warner Inc. anunció la separación legal y estructural de Time Warner Cable Inc. (NYSE: TWC) de Time Warner a través de un spin-off libres de impuestos que había entrado en vigor el 12 de marzo de 2009.
El 28 de mayo de 2009, Time Warner anunció que iba a escindir AOL como compañía independiente y separada, al cambio que se produzca el 9 de diciembre de 2009.

#### Década de 2010
En el primer trimestre de 2010, Home Box Office compró intereses adicionales en HBO LAG por $ 217 millones de dólares, lo que resultó en Home Box Office la propiedad del 80% de las participaciones de HBO LAG. En 2010, Home Box Office compró el resto de los intereses de sus socios en HBO Europa (anteriormente HBO Europa Central) por $ 136 millones, una neta de efectivo adquirido.
En 2010, Turner Sports, Inc. y la National Collegiate Athletic Association anunciaron conjuntamente la formación de la NCAA Digital, un acuerdo de 14 años en el que Turner gestiona y opera la gama digital de la NCAA y fortalecer la cobertura de los 88 campeonatos de la NCAA.
El 20 de abril de 2010, Warner Bros. Home Entertainment Group anunció la adquisición de Turbine, un estudio desarrollador de videojuegos en América del Norte. En agosto de 2010, Time Warner acordó adquirir Shed Media, una productora de televisión, por £ 100m. El 14 de octubre de 2010, Warner Bros. Television Group anunció que había completado la adquisición de una participación mayoritaria. Shed Media siendo una productora independiente, pero las operaciones de distribución, Outright Distribution, serán plegadas en Warner Bros. International Television Production.
El 25 de agosto de 2010, la división latinoamericana de Time Warner, Turner Broadcasting System Latin America, compró a nivel nacional la estación televisión terrestre chilena, Chilevisión, al presidente electo de Chile, Sebastián Piñera. Time Warner ya operaba en el país con CNN Chile.
En mayo de 2011, Warner Bros. Home Entertainment Group anunció un acuerdo para adquirir Flixster, una compañía de aplicación de descubrimiento de película. La adquisición también incluye Rotten Tomatoes, una página de reseñas y críticas de películas. El 8 de septiembre de 2011, Turner Broadcasting System Europe, una unidad de Turner Broadcasting System, adquirió LazyTown Entertainment.
En 2012, adquirió WBTVG Alloy Entertainment, una productora de contenidos, principalmente de libros, dirigido a las niñas adolescentes y mujeres jóvenes. En agosto de 2012, Turner adquirió Bleacher Report, (B/R), una organización de noticias deportivas.
En octubre de 2012, Warner Bros. Home Entertainment y Paramount Home Media Distribution llegaron a un acuerdo que dará los derechos de Warner Bros. a Blu-ray y distribución en DVD de varios títulos a partir de Paramount en Estados Unidos y Canadá.
El 6 de marzo de 2013, Time Warner anunció la venta de Time Inc. como una empresa independiente, que cotiza en bolsa. El 6 de junio de 2014, la operación se completó y Time Inc. se convirtió en una compañía pública. Time Warner continuó operando bajo su nombre actual.
En junio de 2014, 21st Century Fox hizo una oferta por Time Warner por la participación en acciones y efectivo ($80 mil millones totales), que la junta directiva de Time Warner rechazó en julio. El problema sería la unidad de CNN, que Warner habría tenido que vender para aligerar temas antimonopolio en la compra. El 5 de agosto de 2014, 21st Century Fox retiró su oferta de compra de Time Warner.
En enero de 2014, Time Warner, empresas relacionadas, y Oxford Properties Group anunció que Time Warner tiene la intención de trasladar la sede corporativa de la compañía y sus empleados con sede en la ciudad de Nueva York al barrio de Hudson Yards en Chelsea, Manhattan, y posee por consiguiente hecho un compromiso financiero inicial. Time Warner vendió su participación en el edificio Columbus Circle por $ 1,3 mil millones y dos de los fondos de inversión relacionadas. La mudanza se completaría en 2018.

#### Adquisición de AT&T
El 20 de octubre de 2016, se informó de que AT&T estaba en conversaciones para adquirir Time Warner. El acuerdo propuesto daría a AT&T participaciones significativas en la industria de los medios de comunicación, ya que el competidor directo de AT&T, Comcast, había adquirido previamente NBC Universal. Esto se realiza como un intento similar a incrementar sus tenencias de medios de comunicación, de acuerdo con la propiedad de los proveedores de televisión y de Internet.
El 22 de octubre de 2016, AT&T alcanzó un acuerdo para comprar Time Warner por más de $80 mil millones. Si es aprobado por los reguladores federales, la fusión pondría lugar a propiedades de Time Warner en los mismos elementos de telecomunicaciones AT&T, incluyendo el proveedor de satélite DirecTV.
El 14 de junio del 2018, AT&T completó la compra de Time Warner, además de presentar su nuevo nombre y logo, ahora conocido como WarnerMedia.
El 4 de marzo de 2019, AT&T anunció una importante reorganización de WarnerMedia que disuelve efectivamente a Turner, al dispersar algunas de sus propiedades en dos nuevas divisiones: WarnerMedia Entertainment (que consta de los canales de cable de entretenimiento de Turner y HBO, pero excluyendo TCM) y WarnerMedia News & Sports (CNN, Turner Sports y las redes de deportes regionales de AT&T SportsNet), y eliminando gradualmente la marca Turner en relación con estas redes.
El 9 de julio de 2019, WarnerMedia anunció su propio servicio de video bajo demanda, llamado HBO Max, en el cual extraerá contenido del original para los servicios plus de HBO, WarnerMedia Entertainment Networks (TNT, TBS, truTV), Adult Swim, Boomerang, CNN, Cartoon Network, The CW, Crunchyroll, DC Entertainment, Looney Tunes, New Line Cinema, Rooster Teeth, Turner Classic Movies y Warner Bros.
En agosto de 2020, la compañía tuvo una reestructuración significativa despidiendo a alrededor de 800 empleados, incluidos alrededor de 600 de Warner y más de 150 de HBO. En la base de WarnerMedia en Atlanta, los equipos de operaciones de marketing y cable se vieron particularmente afectados.[cita requerida]

#### Escisión de AT&T y propuesta de fusión con Discovery, Inc.
El 16 de mayo de 2021, se informó que AT&T estaba en conversaciones con Discovery, Inc. para fusionarse con WarnerMedia, formando una empresa que cotiza en bolsa que se dividiría entre sus accionistas. La escisión y fusión propuestas se anunció oficialmente al día siguiente, que se estructurará como un Reverse Morris Trust. Los accionistas de AT&T recibieron una participación del 71% en la empresa fusionada, que se espera esté dirigida por el actual director ejecutivo de Discovery, David Zaslav. Las operaciones de la empresa resultante, Warner Bros. Discovery, comenzaron el 8 de abril de 2022.

## Divisiones
- WarnerMedia Studios & Networks: esta división es responsable del estudio de cine, televisión y animación de Warner Bros, el que a su vez también contiene las subsidiarias Warner Bros Entertainment, Warner Bros. Interactive Entertainment, la compañía de cómics DC Entertainment, la división de entretenimiento en el hogar Warner Bros. Home Entertainment y Studio Distribution Services, una empresa conjunta con Universal Pictures Home Entertainment, la productora New Line Cinema, y en conjunto con Paramount Global, a través de Warner Bros. Entertainment, posee una participación del 50% en la cadena de televisión The CW. Asimismo, opera varias cadenas y marcas de cable de entretenimiento del anterior Turner Broadcasting System que incluyen TNT, TBS, TruTV, Cartoon Network, Adult Swim, Boomerang y TCM. Otros activos incluyen HBO y Cinemax. Bob Greenblatt encabeza la división como presidente.
  - Home Box Office, Inc.: la programación de HBO incluye la emisión de largometrajes, documentales HBO, películas originales de HBO, HBO Sports, y programación original de HBO, incluyendo series originales como Game of Thrones y Los Soprano. La red ha desarrollado plataformas de distribución de contenidos, como HBO GO y Max GO para ayudar a apoyar y ofrecer una programación a los usuarios a través de dispositivos móviles y en línea.[62]
  - Turner Broadcasting System, Inc.: Turner operó canales internacionales de noticias, entretenimiento, animación, deportes y medios de comunicación, así como sus negocios relacionados. Las marcas de Turner incluyen CNN, HLN, TNT, TBS, Cartoon Network, Turner Classic Movies, truTV, y mucho más. Las marcas de Turner y sub-marcas llegan a un amplio público nacional e internacional.[63] El 4 de marzo de 2019, AT&T anunció una importante reorganización de WarnerMedia que disuelve efectivamente a Turner, al dispersar algunas de sus propiedades en dos nuevas divisiones: WarnerMedia Entertainment (que consta de los canales de cable de entretenimiento de Turner y HBO, pero excluyendo TCM) y WarnerMedia News & Sports (CNN, Turner Sports y las redes de deportes regionales de AT&T SportsNet), y eliminando gradualmente la marca Turner en relación con estas redes.
  - Warner Bros.: es una productora de contenidos de cine y televisión para la producción de entretenimiento del hogar y la distribución de video, distribución digital, animación, cómics, concesión de licencias y la radiodifusión.[64] Cada año, Warner Bros. Pictures produce entre 18 y 22 películas. Warner Bros. ha producido más de 50 series de televisión en la temporada 2012-2013. Warner Bros. también ha incorporado el contenido de DC Comics en Warner Bros. Entertainment a través de la creación de la división de DC Entertainment, que fue fundada en 2009.
- WarnerMedia News & Sports: esta división es la que se encarga del control de los canales de televisión de noticias y de deportes de la compañía del anterior Turner Broadcasting System, que incluyen a CNN Worldwide (CNN, CNN.com, CNN International, CNN en Español, CNN Chile, HLN) junto a la mayoría de las unidades deportivas, AT&T Regional Sports Networks, Bleacher Report, Turner Sports y TNT Sports. El presidente y CEO de la división es Jeffrey Zucker.
- WarnerMedia Sales & Distribution: es la división que supervisa las ventas de publicidad, distribución, entretenimiento en el hogar y licencias de contenido de WarnerMedia en EE. UU. La división también contiene la empresa de medios digitales Otter Media y la empresa de publicidad y análisis Xandr.
  - Otter Media: Otter Media Holdings, LLC es una compañía estadounidense de medios de comunicación digitales, propiedad de WarnerMedia Commercial, perteneciente a la división de WarnerMedia de AT&T. Tiene en sus filiales a Crunchyroll, VRV, Fullscreen, Rooster Teeth y Ellation Estudios, además de tener participaciones en la propiedad de los controles en Hello Sunshine y Gunpowder & Sky.
- WarnerMedia Direct: es responsable del producto, el marketing, la participación del consumidor y el lanzamiento global del servicio de transmisión directo al consumidor de la compañía HBO Max.
- WarnerMedia International: es la división que supervisa ciertas variaciones internacionales de los canales de televisión nacionales de la empresa, con algunos canales específicos de la región. Este grupo también es responsable de la ejecución local de todos los negocios lineales, actividades comerciales y programación regional de WarnerMedia para HBO Max.

## Activos

### Televisión aérea y por suscripción
- CNN, primer canal de noticias en el mundo, su transmisión cubre Estados Unidos y Canadá
- HLN, canal de noticias, que también cubre Estados Unidos y Canadá
- CNN International, cadena de noticias internacionales, de cobertura global.
- CNN en Español, cadena hermana para el público hispano de Estados Unidos y Latinoamérica.
- CNN Brasil, canal de noticias brasileño.
- CNN Chile, canal de noticias chileno.
- CNN+, versión española de la CNN, donde obtuvo el 49 % de las acciones. Cesó sus transmisiones en el 2010.
- TNT Sports, canal deportivo presente en cuatro países de Latinoamérica.
- Las señales latinoamericanas de HBO, Cinemax, TCM, TBS, TNT, Warner, Cartoon Network, Tooncast, Boomerang, HTV, y los canales latinos producidos en Argentina adquiridos al Grupo Cisneros en 2007 I.Sat, Space, TNT Series (antes Infinito) y TruTV (antes Canal Retro).
- The CW, red de canales de televisión que emite por todo Estados Unidos (50% junto a ViacomCBS).
- Turner Broadcasting System, responsable de administrar varias cadenas de cable del grupo.

Otros
- HBO Latin America

Boing
- Boing (Italia), un canal infantil de origen italiano creado por Turner Broadcasting System y Mediaset
- Boing (Francia), canal infantil francés creada por Turner Broadcasting System
- Boing (España), canal de televisión terrestre creado por Turner Broadcasting System con Mediaset España

### Radios
- CNN Radio
- CNN Radio en Español
- CNN Radio Argentina

### Revistas
- DC Comics, grupo editorial sobre revistas de historietas.

### Producción cinematográfica
- Warner Bros y New Line Cinema, estudios de cine.
- Castle Rock Entertainment, una productora de cine.
- DC Entertainment Inc., encargada de las producciones que se realicen, tanto cómics como películas y series (DC Films) sobre DC Comics.
- Turner Entertainment, poseedora de los derechos de estudios de cine como MGM, RKO y Warner Bros.

### Otros
- HBO Group, responsable de administrar varias cadenas de cable del grupo, independientemente de Turner Broadcasting System.

### Anteriores propiedades
- Time, revista de publicación semanal.
- Revista MAD, revista de humor.
- People, revista dedicada al mundo de las celebridades y la cultura popular.
- Sports Illustrated, revista de deportes.
- Fortune, Money Magazine, revistas dedicadas al mundo del dinero y las finanzas.
- IPC Media, editorial británica de revistas comerciales y digitales.
- Crunchyroll, distribuidor y plataforma de streaming enfocada al anime.
- Chilevisión, canal de televisión abierta chileno.
- Time Warner Cable.
- Warner Music Group.
- Rhino Entertainment.

## Propiedades comerciales
Time Warner posee varias grandes propiedades en la ciudad de Nueva York; ciertos edificios están en el Centro Rockefeller como complejo y torres de oficinas adyacentes para albergar sus oficinas principales; uno de los cuales alberga un estudio de noticias de CNN. 

A finales de 2003, Time Warner terminó la construcción de un nuevo complejo de dos torres, diseñado para servir como espacio de oficina adicional, frente al Columbus Circle en el extremo sudoeste de Central Park. Originalmente llamado AOL Time Warner Center, tiene una altura 755 pies (230 m), 55 pisos propiedad de uso mixto. Se renombró Time Warner Center cuando la propia compañía se renombró.

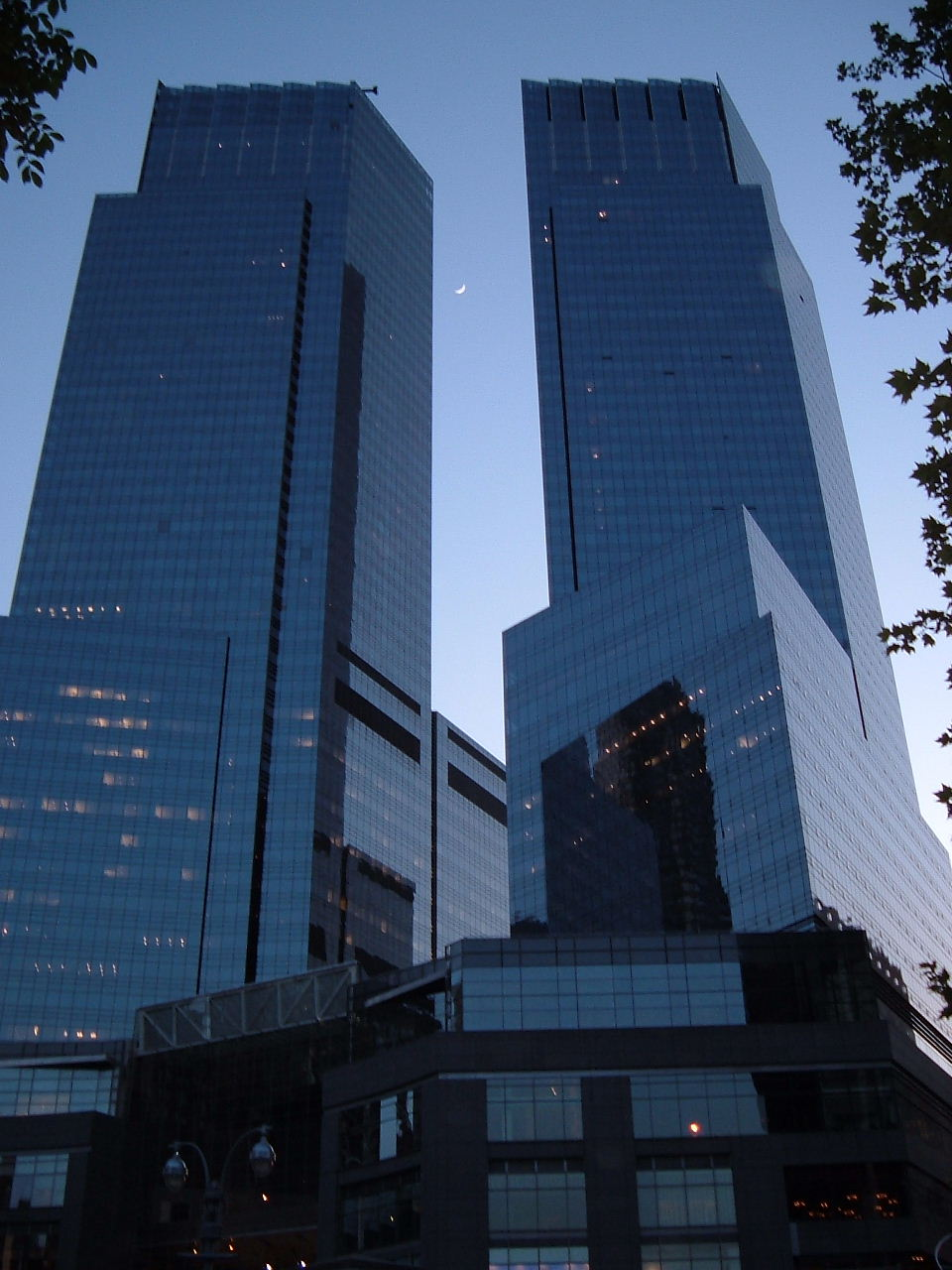
Las torres del Time Warner Center.
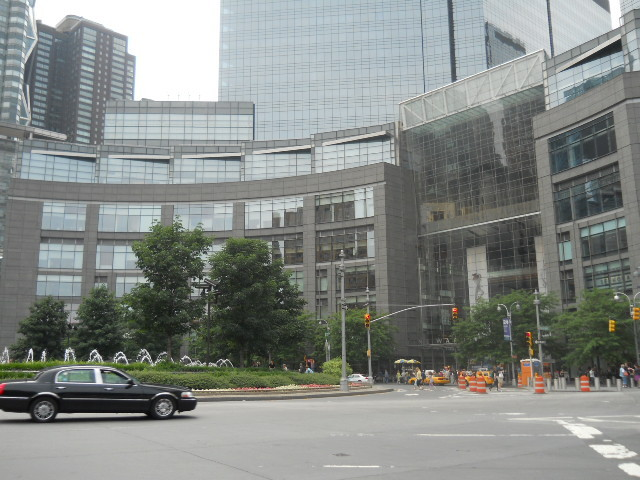
Entrada a instalaciones del Time Warner Center.
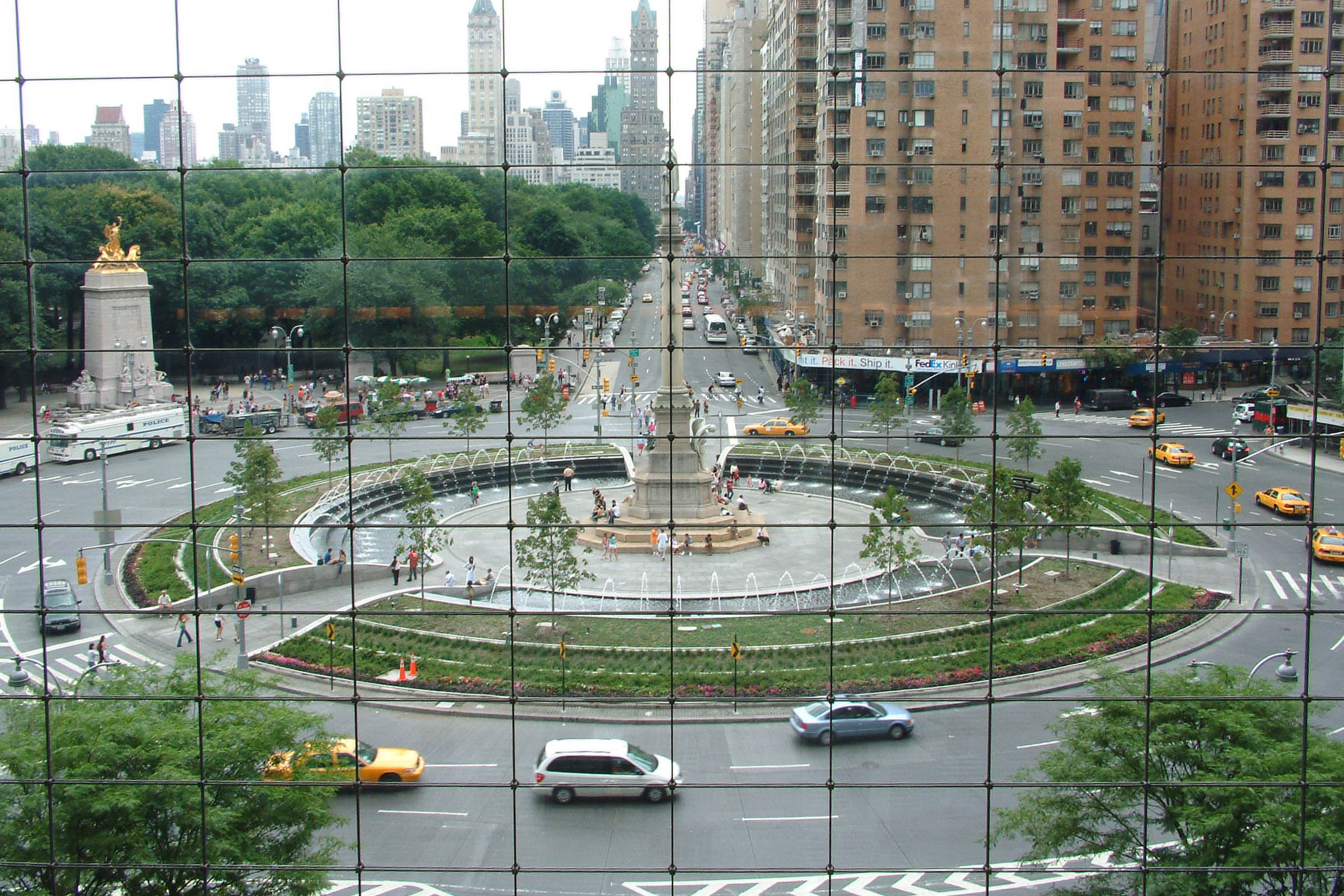
Columbus Circle, visto desde el centro comercial del Time Warner Center.
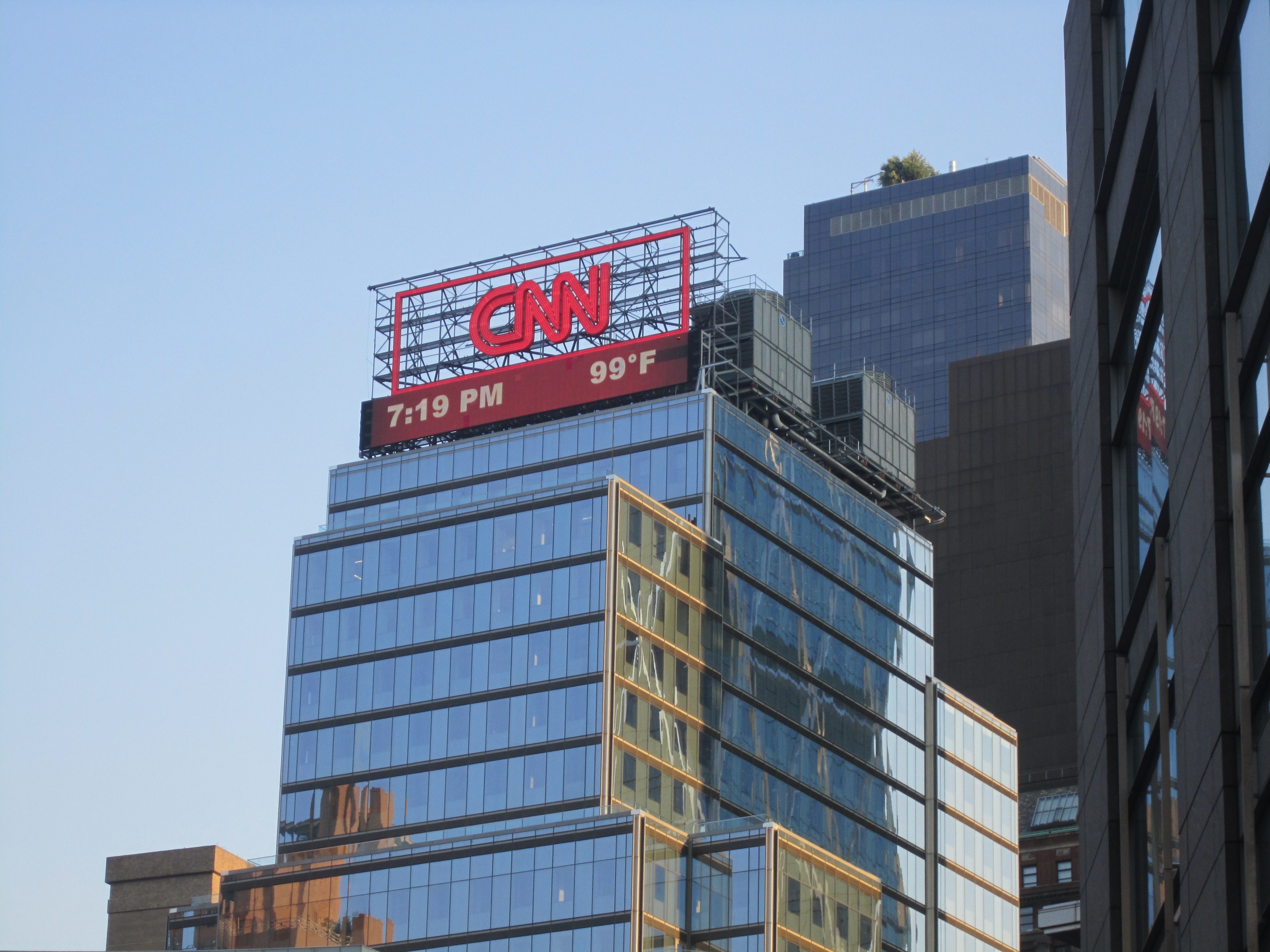
Estudios de CNN en Nueva York.

## Personas clave
- Jeff Bewkes es el Chairman y CEO de la compañía.[65]

Y cinco de vicepresidente ejecutivo, la mayoría con títulos adicionales, funcional:
- Paul T. Cappuccio, Asesor general.[66]
- Gary L. Ginsberg, Director de Marketing Corporativo y Comunicaciones.[67]
- Howard M. Averill, Jefe de finanzas.[68]
- Carol A. Melton, Director Global de Políticas Públicas.[69]
- Ólaf Ólafsson, Director Internacional y Estrategia Corporativa.[70]

### CEOs de las divisiones
- Richard Plepler, Chairman y CEO de Home Box Office (HBO).[71]
- John Martin, Chairman y CEO de Turner Broadcasting System.[72]
- Kevin Tsujihara, Chairman y CEO de Warner Bros. Entertainment Inc.[73]